# 尾斑舌塘鱧
尾斑舌塘鱧（学名：Parioglossus dotui）为凹尾塘鱧科舌塘鱧屬下的一个种。